# Alresford (Essex)
Alresford est un village et une paroisse civile de l'Essex, en Angleterre.